# Julius Hildebrand
Georg Friedrich Julius Hildebrand (* 8. April 1804 in Münden; † 23. Dezember 1878 in Göttingen) war ein deutscher lutherischer Theologe und Generalsuperintendent der Generaldiözese Göttingen.

## Leben
Hildebrand war ein Sohn des Großkaufmanns Johann Christian Hildebrand in Münden. Er wurde nach dem Studium der Theologie zweiter Seminarinspektor in Hannover, 1830 zweiter Pastor (Kaplan) an der St.-Blasii-Kirche in Münden und 1839 erster Pastor an der St.-Jacobi-Kirche in Göttingen. Von 1866 bis 1878 war er zugleich Generalsuperintendent der Generaldiözese Göttingen.

## Werke
- Der neue Katechismus. Zur Verständigung (Göttingen 1862)